# Eumerus keizeri
Eumerus keizeri är en tvåvingeart som beskrevs av Hull 1964. Eumerus keizeri ingår i släktet månblomflugor, och familjen blomflugor. Inga underarter finns listade i Catalogue of Life.